# Francisca Mora Veny
Francisca Mora Veny (Porreres, 18 de gener de 1971) és una política mallorquina del partit Proposta per les Illes. És batlessa de Porreres des del gener de 2013.
Estudià al Col·legi Verge de Monti-sion de Porreres entre el 1977 i el 1985 per passar a fer el BUP i COU al IES Verge de Sant Salvador de Felanitx del 1985 al 1989. Al 1990 s'incorporà al mercat laboral passant a fer tasques administratives, facturació i comptabilitat a empreses de Cala d'Or i Porreres fins al 1995 que passà a ser funcionaria administrativa de l'Ajuntament de Porreres.
El 16 de juny de 2007 passà a formar part del consistori de Porreres com a regidora del partit Unió Mallorquina, que al 2011 es refundà amb el nom de Convergència per les Illes. El 4 de juliol de 2007 fou nomenada tercera tinenta de batle, amb dedicació exclusiva, i regidora de Promoció Socioeconòmica, Sanitat i Benestar Social. El 29 de maig de 2009 passà a ser primera tinenta de batle.
A la legislatura posterior, tornà sortir elegida regidora de Porreres i fou nomenada el 16 de juny de 2011, primera tinenta de batle i a càrrec de les regidories de educació, participació ciutadana, tercera edat i circulació. Després de la dimissió del batle Bernat Bauçà Garau, del mateix partit, el 12 de gener de 2013, fou nomenada batlessa de Porreres. Càrrec que revalidà amb el El Pi l'any 2015 per majoria absoluta i el 2019 amb un pacte amb el PSIB-PSOE. A les eleccions de 2015 i 2019 també fou elegida consellera del Consell de Mallorca.
A El PI ocupà el càrrec de la vicepresidència arran del segon congrés de la formació. Amb la dimissió del president del partit Jaume Font Barceló, ocupà de manera interina la presidencia del partit del 4 de març de 2020 fins al 27 de juny de 2020 en que fou nomenat el nou president Antoni Amengual Perelló.